# Beßlich
Beßlich (auch Besslich geschrieben) ist ein Ortsteil und ein Ortsbezirk in der Ortsgemeinde Newel im Landkreis Trier-Saarburg in Rheinland-Pfalz.

## Geographie
Der landwirtschaftlich geprägte Ort in der südlichen Eifel liegt an der Quelle des Beßlicherbachs in einer Hangmulde, die sich nach Südosten zum Loricher Bach hin öffnet.
Nachbarorte sind die Neweler Ortsteile Newel im Nordwesten, Butzweiler im Nordosten und Lorich im Südosten, sowie die Ortsgemeinde Aach im Südwesten.

## Geschichte
Der heutige Ort liegt am Rande des fruchtbaren Muschelkalkgebiets, das zur römischer Zeit durch die Langmauer geschützt wurde und zu einem spätantiken kaiserlichen Domänenbezirk gehörte.
Zum Zeitpunkt der ersten schriftlichen Erwähnung befand sich Beßlich im Besitz des Trierer Klosters St. Martin. Später wechselte die Grundherrschaft zum Trierer Stift St. Simeon. Während des Dreißigjährigen Kriegs fiel Beßlich wüst und war noch 1684 unbewohnt. Nach der Wiederbesiedlung waren es 1787 wieder 37 Einwohner in sechs Häusern.
Nach der Inbesitznahme des Linken Rheinufers durch französische Revolutionstruppen gehörte der Ort von 1798 bis 1814 als Teil des Kantons Pfalzel im Saardepartement zur Französischen Republik (bis 1804) und anschließend zum Napoleonischen Kaiserreich und wurde von der Mairie Aach verwaltet. Nach der Niederlage Napoleons kam Beßlich 1815 aufgrund der auf dem Wiener Kongress getroffenen Vereinbarungen zum Königreich Preußen. Das Dorf wurde der Bürgermeisterei Aach im Landkreis Trier zugeordnet, der 1822 Teil der neu gebildeten Rheinprovinz wurde.
Nach dem Ersten Weltkrieg gehörte das gesamte Gebiet zum französischen Teil der Alliierten Rheinlandbesetzung. Nach dem Zweiten Weltkrieg wurde Beßlich innerhalb der französischen Besatzungszone Teil des damals neu gebildeten Landes Rheinland-Pfalz.
Im Rahmen der rheinland-pfälzischen Verwaltungs- und Gebietsreform wurde die selbstständige Gemeinde Beßlich mit zuletzt 107 Einwohnern zum 16. März 1974 aufgelöst. Aus ihr wurde – zusammen mit den ebenfalls aufgelösten Gemeinden Butzweiler (894 Einwohner), Lorich (71 Einwohner) und Newel (541 Einwohner) – die heutige Ortsgemeinde Newel neu gebildet.

## Politik

### Ortsbezirk
Beßlich ist gemäß Hauptsatzung einer von vier Ortsbezirken der Ortsgemeinde Newel. Der Ortsbezirk umfasst das Gebiet der früheren Gemeinde. Die Interessen des Ortsbezirks werden durch einen Ortsbeirat und durch einen Ortsvorsteher vertreten.

### Ortsbeirat
Der Ortsbeirat besteht aus fünf Mitgliedern, die bei der Kommunalwahl am 9. Juni 2024 in einer personalisierten Verhältniswahl gewählt wurden, und dem ehrenamtlichen Ortsvorsteher als Vorsitzendem.
Die Sitzverteilung:
| Wahl | SPD               | CDU               | FWL (*)           | Gesamt  |
| ---- | ----------------- | ----------------- | ----------------- | ------- |
| 2024 | 2                 | 2                 | 1                 | 5 Sitze |
| 2019 | 2                 | 1                 | 2                 | 5 Sitze |
| 2014 | 1                 | 2                 | 2                 | 5 Sitze |
| 2009 | per Mehrheitswahl | per Mehrheitswahl | per Mehrheitswahl | 5 Sitze |

### Ortsvorsteher
Adam Koller (FWL) wurde am 3. September 2024 Ortsvorsteher von Beßlich. Bei der Direktwahl am 9. Juni 2024 war er als einziger Bewerber mit einem Stimmenanteil von 68,8 % für fünf Jahre gewählt worden.
Kollers Vorgänger Dominik Matter (SPD) hatte das Amt 2019 übernommen. Bei der Direktwahl am 26. Mai 2019 war er mit 53,33 % gewählt worden. Bei der Wahl 2024 kandidierte Matter nicht mehr als Ortsvorsteher, sondern als Ortsbürgermeister von Newel. Matters Vorgänger waren der 2014 gewählte Peter Klaßen (FWL) und zuvor Astrid Lorig (CDU).

## Kultur und Sehenswürdigkeiten

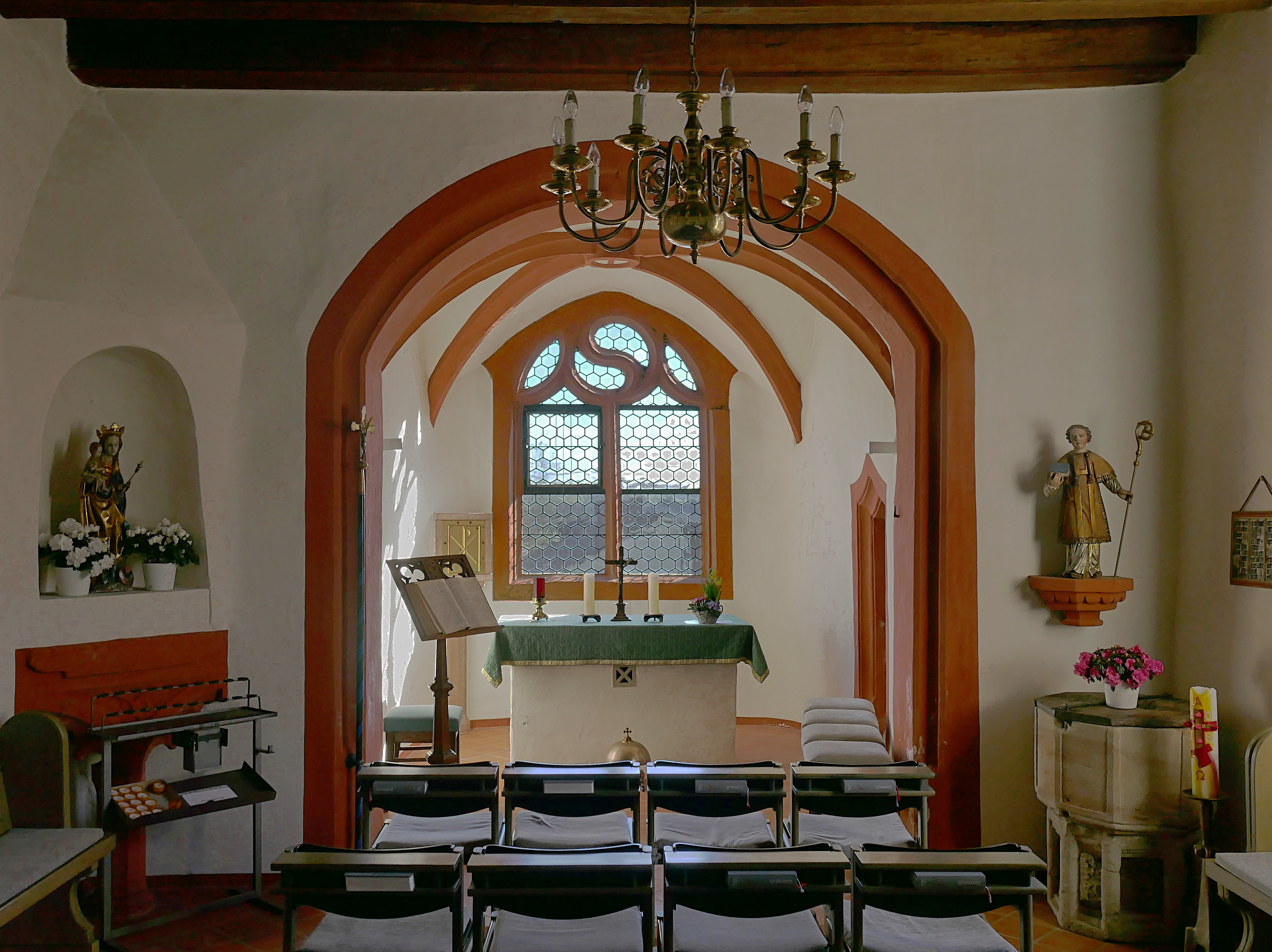
St. Abrunculus, Innenansicht (2019)

In der Denkmalliste des Landes Rheinland-Pfalz (Stand: 2021) werden folgende Kulturdenkmäler genannt:
- Katholische Filialkirche St. Abrunculus, romanischer Saalbau mit Chorturm (12. Jahrhundert)
- Laufbrunnen (19. Jahrhundert)
- Kreuzigungsbildstock (1946), südlich des Ortes in der Gemarkung
- Römisches Grabmal

## Wirtschaft und Infrastruktur

### Wirtschaft
Im Rahmen des Strukturwandels sind in den letzten Jahrzehnte viele kleine Landwirtschaftsbetriebe verschwunden. Im Jahr 2011 gab es noch drei große Höfe, die Milchviehhaltung und Getreideanbau betrieben. Im Ort gibt es zudem einige Handwerksbetriebe. Der überwiegende Anteil der Arbeitnehmer ist als Pendler in Trier, Luxemburg oder anderen Orten der Umgebung beschäftigt.

### Verkehr
Beßlich liegt an der Landesstraße 43, die eine Verbindung nach Aach und Butzweiler schafft. Nordöstlich des Ortes zweigt von der L 43 die Kreisstraße 24 in Richtung des Moseltals und der Stadt Trier ab.